# É Aí Que Quebra a Rocha
É Aí Que Quebra a Rocha é o décimo álbum de estúdio do grupo brasileiro de samba Fundo de Quintal, lançado em 1991.

## História
Este foi o primeiro trabalho de estúdio do Fundo de Quintal sem a presença de Sombrinha, integrante da primeira formação do grupo. No lugar de Sombrinha, entrou Mario Sergio. Já tendo participado como músico de apoio em outros LPs, Ademir Batera foi efetivado como integrante oficial do Fundo de Quintal no mesmo período.
O LP foi gravado e mixado nos estúdios Transamérica entre junho e julho de 1991.

## Faixas
| Lado A |                           |                                            |                           |         |  |
| N.º    | Título                    | Compositor(es)                             | Solista(s)                | Duração |  |
| 1.     | "Pagodeando"              | Sereno Noca da Portela                     | –                         | 5:22    |  |
| 2.     | "É Aí Que Quebra a Rocha" | Arlindo Cruz Zé Luiz                       | Arlindo Cruz              | 2:34    |  |
| 3.     | "Vida Alheia"             | Cuca Carica                                | Ubirany Mário Sérgio      | 3:18    |  |
| 4.     | "Tudo É Festa"            | Mário Sérgio Sereno                        | Sereno                    | 3:35    |  |
| 5.     | "Lucidez"                 | Cléber Augusto Jorge Aragão                | Cléber Augusto            | 3:45    |  |
| 6.     | "Quantos Morros Já Subi"  | Arlindo Cruz Pedrinho da Flor Mário Sérgio | Arlindo Cruz Mário Sérgio | 3:56    |  |

| Lado B |                          |                                       |                           |         |  |
| N.º    | Título                   | Compositor(es)                        | Solista(s)                | Duração |  |
| 1.     | "Vem Pra Mim"            | Acyr Marques                          | Mário Sérgio              | 4:19    |  |
| 2.     | "Aquela Dama"            | Arlindo Cruz Acyr Marques Jorge David | Arlindo Cruz              | 3:59    |  |
| 3.     | "A Amizade"              | Djalma Falcão Bicudo Cléber Augusto   | Cléber Augusto            | 3:16    |  |
| 4.     | "Janu Januário"          | Arlindo Cruz Serginho Meriti Luisinho | Arlindo Cruz Mário Sérgio | 3:37    |  |
| 5.     | "Violeiro"               | Sereno Nelson Rufino                  | –                         | 3:23    |  |
| 6.     | "Canto Pra Velha Guarda" | Mário Sérgio Carica Luizinho SP       | Mário Sérgio              | 3:07    |  |

## Integrantes
- Bira Presidente: pandeiro
- Ubirany: repique de mão
- Sereno: tantã
- Cléber Augusto: violão de seis cordas
- Arlindo Cruz: banjo / cavaquinho
- Mario Sergio: cavaquinho
- Ademir Batera: bateria